# Ariston
Ariston é uma marca de electrodomésticos (home appliances) do grupo Indesit Company. O nome Ariston recorda o seu fundador, Aristide Merloni, e em grego "Ari" = bom, "stide" = multiplo + versatil 
Ariston nasceu entre os anos cinquenta e sessenta, como uma marca criada por Merloni Elettrodomestici para máquinas de lavar roupa, máquinas de lavar loiça, frigoríficos (desde 1966), móveis de cozinha (do tipo unibloco, fabricado desde 1960) e caldeiras. Desde 1975, a marca Ariston tem sido utilizada em electrodomésticos e produtos termo sanitários.

A marca Ariston ("Time together") transmite a paixão por electrodomésticos, e visa a proporcionar aos seus consumidores produtos inovadores e de design, a um preço superior a linha Indesit. A sua linha de produtos inclui máquinas de lavar roupa, máquinas de lavar/secar roupa, máquinas de secar roupa, máquinas de lavar loiça, frigoríficos, congeladores, fogões, placas, fornos microondas e exaustores.

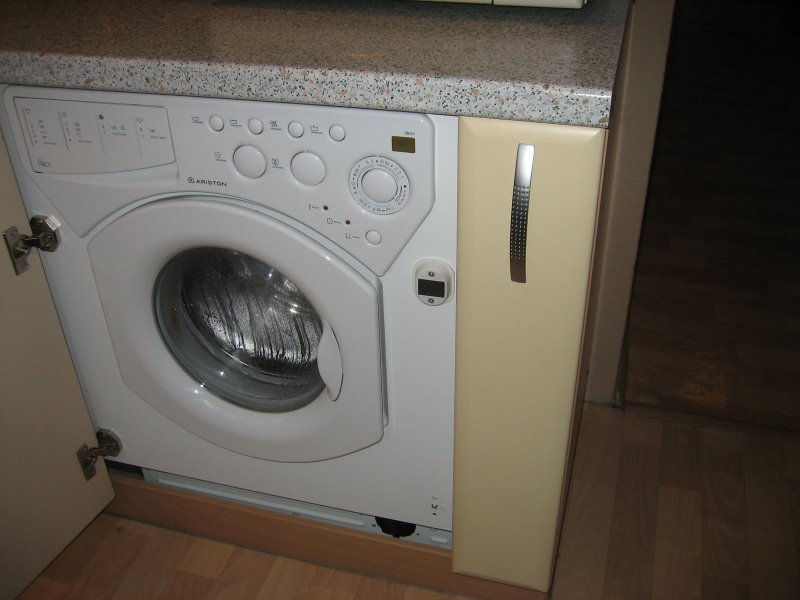
Máquina de lavar roupa Ariston de integração total.

Ariston detém uma quota de mercado na Itália de aproximadamente 10%, mais ou menos como a Indesit. No Reino Unido a sua quota de mercado (neste país são vendidas como marca hotpoint, que a Indesit Company é titular na Europa) é superior a 18% graças as suas quatro fábricas estabelecidas no território britânico.
Ariston foi patrocinadora da Juventus Football Club, nos anos 80.
No início de 2007 a Indesit Company apresentou a nova brand architecture do Grupo: a marca Hotpoint é ligado a Ariston, dando origem à Hotpoint-Ariston.